# Омельченко, Юрий Анатольевич
Ю́рий Анато́льевич Оме́льченко (укр. Юрій Анатолійович Омельченко; род. 1971) — советский, украинский и шведский ориентировщик, чемпион мира по спортивному ориентированию. Мастер спорта, Мастер спорта международного класса, Заслуженный мастер спорта Украины (2004).
Первый украинский ориентировщик (и на текущий момент пока единственный) завоевавший золотую медаль на чемпионатах мира по спортивному ориентированию.

## Биография
Родился 6 сентября 1971 года в Черновцах. Окончил черновицкую среднюю школу №33 и факультет физвоспитания Луцкого педагогического института (ныне Восточноевропейский национальный университет имени Леси Украинки).
Спортом начал заниматься в третьем классе школы — посещал секции футбола, плавания, волейбола и дзюдо. К спортивному ориентированию его привлек старший брат Игорь в 1983 году. Первыми наставниками Юрия были — украинские тренеры Георгий Бордиян и Ефим Штемплер. С 1988 года он тренировался под руководством заслуженного тренера Украины по легкой атлетике — Дениса Тищука.
Первые серьезные успехи Омельченко на национальной арене — победы на юношеских первенствах СССР 1988—1989 годов. С тех пор он постоянно входил в сборные команды СССР, а затем — Украины. Наивысшее достижение Юрия Омельченко в легкоатлетических соревнованиях — «серебро» зимнего чемпионата Украины на дистанции 3000 м (1995). На международной арене впервые отличился в 1994 году, став серебряным призёром на чемпионате мира среди военных в Польше. А уже через год первым среди ориентировщиков Восточной Европы стал чемпионом мира на соревнованиях в Германии.
После этой победы Юрий Омельченко переехал в Швецию, где совмещает тренировки с работой учителем физического воспитания. С 1996 года защищает цвета шведского клуба «Орион» (Карлскруна). С этого же года начал выступать в Кубке мира по парковому ориентированию, в котором теперь обладает всеми рекордами. На ветеранском чемпионате мира в Германии в 2012 году они завоевал серебряные медали в спринте и на длинной дистанции (как представитель Швеции).